# Jorge Maíz Chacón
Jordi Maíz Chacón (Cabra (Còrdova), 1977) és un medievalista, historiador especialista en història dels jueus mallorquins a l'Edat Mitjana, història econòmica i historiografia. També participa a diversos projectes d'història contemporània (moviment obrer a les illes Balears) com el GEL Els Oblidats i Memòria de Mallorca. Ha participat a diversos col·lectius culturals com Insomnus o l'editorial Calumnia. Escriu també poesia.

## Biografia
Llicenciat en Història per la Universitat de Barcelona i Doctor en Història Medieval per la Universitat Nacional d'Educació a Distància. Premi Extraordinari de Doctorat l'any 2010. Professor del Centre Associat de les Illes Balears de la UNED des de l'any 2002. També, des del 2010, imparteix classes d'Educació Secundària i Batxillerat a diversos Instituts de Mallorca. Actualment és professor associat de l'àrea d'Història Medieval a la UIB.
Ha publicat textos a Espanya, Argentina, Veneçuela, França i Brasil.

## Obra
Llibres - Història
- El Otoño de Kropotkin. Entre guerras y revoluciones (1905-1921), La Malatesta Editorial, Madrid, 2018.
- Contra lo mal govern. Revolta i poder a la Mallorca dels segles XIV-XVI, Calumnia - Ateneu Lo Torn, Mallorca, 2017.
- Jaume III de Mallorca i el seu temps, editor, Documenta Balear, 2016.
- Sanç I. El rei pragmàtic, Illa Edicions, 2016 (obra compartida).
- Inversors, banquers i jueus. Les xarxes financeres a la Corona d'Aragó (s. XIV-XV), Documenta Balear, Palma, 2015.
- Dissidències. Història i Cultura Obrera a la Mallorca contemporània, Els Oblidats, Mallorca, 2013 (obra compartida).
- Viure al marge. La vida quotidiana dels jueus de Mallorca (segles XIII-XIV), Lleonard Muntaner Editor, Palma, 2013.
- Breve historia de los reinos ibéricos Arxivat 2013-01-18 a Wayback Machine., Ariel, Barcelona, 2013.
- Els Invisibles. Diccionari de militants, organitzacions i sindicats llibertaris de les Illes Balears. Volum 1: Mallorca. 1869-1952, Els Oblidats - Edicions del Moixet Demagog, Mallorca, 2011 (obra compartida).
- Cent anys construint llibertat. La CNT a Mallorca 1910/2010, Els Oblidats - Edicions del Moixet Demagog - CNT-AIT Palma - Poble Llibertari - Cultura Obrera, Mallorca, 2011 (obra compartida).
- Los judíos de Baleares en la Baja Edad Media. Economía y política, UNED - Netbiblo, A Coruña, 2010.
- Actas del IV Simposio Internacional de Jóvenes Medievalistas, Ajuntament de Llorca - Universitat de Múrcia, Múrcia, 2009.

Llibres - Poemaris
- Flama, Blat del Pla Impressors, Mallorca, 2016.
- Que viene el lobby, Calumnia, Mallorca, 2016.
- 'CONTRA. Poesía ante la represión', Múrcia, 2016 (obra compartida).
- Blat de Moro, Calumnia, Mallorca, 2015.
- 'Disidentes. Antología de poetas críticos españoles (1990-2014)', La Oveja Roja, Madrid, 2015 (obra compartida).
- Hirsutos y maleantes, Calumnia, Mallorca, 2014.
- 'Campamento Dignidad. Poemas para la conciencia', Baladre y Zambra, Màlaga, 2013 (obra compartida).
- Los suculentos quejidos de la turba, Baile del Sol, Tegueste - Tenerife.
- Los infractores con la careta de la revancha Arxivat 2013-07-06 a Wayback Machine., Germania, Alzira, 2013.
- '65 Salvocheas', Quorum, Cadis, 2011 (obra compartida).
- Muchedumbres, Calumnia, Mallorca, 2011.
- La cárcava de los iracundos, Insomnus, Palma, 2010.

Revistes (editor)
- Humanitat Nova. Revista de Cultures Llibertàries (2016-2019)
- Nosaltres (2016-2019)
- La Tormenta. Panfleto irregular para arrasarlo todo (2016-2019)